# Pujaut
Pujaut este o comună în departamentul Gard din sudul Franței. În 2009 avea o populație de 3.960 de locuitori.

## Evoluția populației
| An        | 1975  | 1982  | 1990  | 1999  | 2006  | 2009  |
| --------- | ----- | ----- | ----- | ----- | ----- | ----- |
| Populație | 1.533 | 2.465 | 2.911 | 3.242 | 3.881 | 3.960 |